# Curtis Myden
Curtis Myden (Canadá, 31 de diciembre de 1973) es un nadador canadiense especializado en pruebas de cuatro estilos, donde consiguió ser medallista de bronce olímpico en 2000 en los 400 metros.

## Carrera deportiva
En los Juegos Olímpicos de Sídney 2000 ganó la medalla de bronce en los 400 metros estilos, con un tiempo de 4:15.33 segundos, tras los estadounidenses Tom Dolan (récord del mundo con 4:11.76 segundos) y Erik Vendt.